# Diadelia rotundipennis
Diadelia rotundipennis là một loài bọ cánh cứng trong họ Cerambycidae.